# 阿亞帕塔區
阿亞帕塔區（西班牙語：Distrito de Ayapata），是秘魯的一個區，位於該國東南部普諾大區的卡拉瓦亞省，面積1,091.61平方公里，海拔高度3,475米，2005年人口6,820，人口密度每平方公里6.2人。